# Southeastern Conference
Pour les articles homonymes, voir SEC.
La Southeastern Conference (SEC) est un groupement de seize universités situées dans le sud-est des États-Unis et gérant les compétitions sportives dans neuf sports masculins et treize sports féminins.

## Histoire
Cette conférence est créée en décembre 1932 par treize membres de la Southern Conference. Dix des treize cofondateurs de cette conférence y évoluent toujours aujourd'hui. Sewanee (en) quitte la conférence en 1940. Les Georgia Tech Yellow Jackets (1964) et la Tulane Green Wave (1966) font de même. Réduite à dix membres jusqu'en 1991, la conférence accueille alors les Arkansas Razorbacks et les South Carolina Gamecocks.
La SEC est considérée comme la meilleure conférence de la NCAA, notamment grâce à ses contrats de télévision. En août 2008, la SEC signe avec CBS pour une valeur de 55 millions de dollars par an pendant 15 ans. Dans le même mois, elle signe un autre contrat avec ESPN, 150 millions de dollars par an pendant 15 ans. Enfin la SEC est la seule conférence à avoir des contrats de télévision avec tous les grands networks américains (CBS, NBC, ABC, Fox). En 2010, parmi les 10 meilleures audiences de la saison régulière de football américain, 7 concernent au moins une équipe de la SEC.
Le 2 mai 2013, ESPN annonce SEC Network, une nouvelle chaîne consacrée à la Southeastern Conference qui doit débuter en 2014,. Les droits sont prévus jusqu'en 2034 et les studios seront situés à Charlotte (Caroline du Nord).
Le 30 juillet 2021, la SEC annonce que l'université de l'Oklahoma et l'université du Texas à Austin quitteront la Big 12 Conference pour rejoindre la SEC au plus tard en 2025. Le 9 février 2023, la Big 12 annonce avoir conclu un accord permettant aux deux universités de rejoindre la SEC dès 2024.

## Les 16 membres actuels
| - Alabama Crimson Tide - Arkansas Razorbacks - Auburn Tigers - Florida Gators - Georgia Bulldogs - Kentucky Wildcats - LSU Tigers - Mississippi State Bulldogs - Missouri Tigers - Oklahoma Sooners - Ole Miss Rebels - South Carolina Gamecocks - Tennessee Volunteers - Texas Longhorns - Texas A&M Aggies - Vanderbilt Commodores |

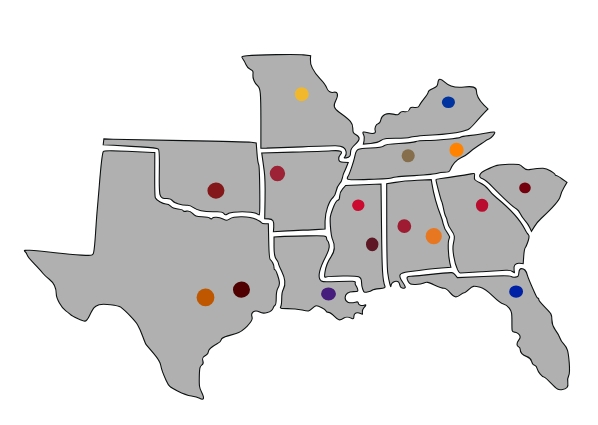
Répartition géographique

Après 2024, la répartition par division est supprimée.

### Les membres au fil du temps
Notes :
- SCAC = Southern Collegiate Athletic Conference
- SAA = Southern Athletic Association
- Metro = Metro Conference

## Sports
Masculins :
- Athlétisme en salle et en extérieur (sauf Vanderbilt)
- Basket-ball
- Baseball
- Cross-country (sauf South Carolina et Mississippi State)
- Football américain
- Golf
- Natation et plongeon (sauf Arkansas, Mississippi State, Oklahoma, Ole Miss et Vanderbilt)
- Tennis (sauf Missouri)

Féminins :
- Athlétisme en salle et en extérieur
- Aviron (uniquement Alabama, Oklahoma, Tennessee et Texas)
- Basket-ball
- Cross-country
- Équitation féminin (uniquement Auburn, Georgia, South Carolina et Texas A&M)
- Golf
- Gymnastique féminine (sauf Ole Miss, Mississippi State, South Carolina, Tennessee, Texas, Texas A&M et Vanderbilt)
- Natation et plongeon (sauf Mississippi State, Oklahoma et Ole Miss)
- Softball (sauf Vanderbilt)
- Soccer (football en Europe)
- Tennis
- Volley-ball  (sauf Vanderbilt, qui ajoutera le sport en 2025)

## Installations sportives
| Université        | Stade de football américain                                                                    | Capacité      | Salle de basket-ball                      | Capacité     | Stade de baseball                   | Capacité |
| ----------------- | ---------------------------------------------------------------------------------------------- | ------------- | ----------------------------------------- | ------------ | ----------------------------------- | -------- |
| Alabama           | Bryant-Denny Stadium                                                                           | 100 077       | Coleman Coliseum                          | 15 383       | Sewell–Thomas Stadium               | 8 500    |
| Arkansas          | Donald W. Reynolds Razorback Stadium (stade principal) War Memorial Stadium (stade secondaire) | 76 000 53 727 | Bud Walton Arena                          | 19 368       | Baum Stadium                        | 10 737   |
| Auburn            | Jordan-Hare Stadium                                                                            | 88 043        | Neville Arena (en)                        | 9 121        | Plainsman Park (en)                 | 4 096    |
| Florida           | Ben Hill Griffin Stadium at Florida Field                                                      | 88 548        | Stephen C. O'Connell Center (en)          | 11 548       | Condron Ballpark (en)               | 7 000    |
| Georgia           | Sanford Stadium                                                                                | 93 033        | Stegeman Coliseum (en)                    | 10 523       | Foley Field (en)                    | 3 291    |
| Kentucky          | Kroger Field                                                                                   | 61 000        | Rupp Arena (H) Memorial Coliseum (en) (F) | 20 545 6 250 | Kentucky Proud Park (en)            | 5 000    |
| LSU               | Tiger Stadium                                                                                  | 102 321       | Pete Maravich Assembly Center             | 13 215       | Alex Box Stadium                    | 10 326   |
| Mississippi State | Davis Wade Stadium at Scott Field                                                              | 61 337        | Humphrey Coliseum (en)                    | 10 575       | Dudy Noble Field                    | 13 000   |
| Missouri          | Faurot Field                                                                                   | 60 168        | Mizzou Arena                              | 15 061       | Taylor Stadium (en)                 | 3 031    |
| Oklahoma          | Gaylord Family Oklahoma Memorial Stadium                                                       | 80 126        | Lloyd Noble Center (en)                   | 10 967       | L. Dale Mitchell Baseball Park (en) | 3 180    |
| Ole Miss          | Vaught-Hemingway Stadium                                                                       | 64 038        | The Pavilion at Ole Miss (en)             | 9 500        | Swayze Field                        | 10 323   |
| South Carolina    | Williams-Brice Stadium                                                                         | 77 559        | Colonial Life Arena                       | 18 000       | Founders Park                       | 8 242    |
| Tennessee         | Neyland Stadium                                                                                | 101 915       | Thompson-Boling Arena                     | 21 678       | Lindsey Nelson Stadium (en)         | 3 800    |
| Texas             | Darrell K Royal-Texas Memorial Stadium                                                         | 100 019       | Moody Center (en)                         | 10 000       | UFCU Disch–Falk Field (en)          | 7 375    |
| Texas A&M         | Kyle Field                                                                                     | 102 733       | Reed Arena                                | 12 989       | Olsen Field (en)                    | 6 100    |
| Vanderbilt        | FirstBank Stadium                                                                              | 40 350        | Memorial Gymnasium                        | 14 316       | Hawkins Field (en)                  | 3 700    |

## Finales de conférences en football américain
Une finale de conférence a été organisée entre les vainqueurs des divisions Est et Ouest de la saison 1992 jusqu'à la saison 2023. À partir de 2024, la SEC utilisera un classement unique, la finale de la conférence mettant en vedette les deux meilleures équipes du classement.
Le classement des équipes est celui décerné par l'Associated Press (AP) avant la finale.
| Saison | Division Est                        | Division Est            | Division Ouest                    | Division Ouest         | Stade                                  | Assistance | MVP                              |
| ------ | ----------------------------------- | ----------------------- | --------------------------------- | ---------------------- | -------------------------------------- | ---------- | -------------------------------- |
| 1992   | #12 Gators de la Floride            | 21                      | #2 Crimson Tide de l'Alabama      | 28                     | Legion Field Birmingham, Alabama       | 83 091     | CB Antonio Langham, Alabama      |
| 1993   | #9 Gators de la Floride             | 28                      | #16 Crimson Tide de l'Alabama     | 13                     | Legion Field Birmingham, Alabama       | 76 345     | QB Terry Dean, Florida           |
| 1994   | #6 Gators de la Floride             | 24                      | #3 Crimson Tide de l'Alabama      | 23                     | Georgia Dome Atlanta, Géorgie          | 74 751     | DT Ellis Johnson, Florida        |
| 1995   | #2 Gators de la Floride             | 34                      | #23 Razorbacks de l'Arkansas      | 3                      | Georgia Dome Atlanta, Géorgie          | 71 325     | QB Danny Wuerffel, Florida       |
| 1996   | #4 Gators de la Floride             | 45                      | #11 Crimson Tide de l'Alabama     | 30                     | Georgia Dome Atlanta, Géorgie          | 74 132     | QB Danny Wuerffel, Floride       |
| 1997   | #3 Volunteers du Tennessee          | 30                      | #11 Tigers d'Auburn               | 29                     | Georgia Dome Atlanta, Géorgie          | 74 896     | QB Peyton Manning, Tennessee     |
| 1998   | #1 Volunteers du Tennessee          | 24                      | #23 Bulldogs de Mississippi State | 14                     | Georgia Dome Atlanta, Géorgie          | 74 795     | WR Peerless Price, Tennessee     |
| 1999   | #5 Gators de la Floride             | 7                       | #7 Crimson Tide de l'Alabama      | 34                     | Georgia Dome Atlanta, Géorgie          | 71 500     | WR Freddie Milons, Alabama       |
| 2000   | #7 Gators de la Floride             | 28                      | #18 Tigers d'Auburn               | 6                      | Georgia Dome Atlanta, Géorgie          | 73 427     | QB Rex Grossman, Florida         |
| 2001   | 2 Volunteers du Tennessee#          | 20                      | #21 Tigers de LSU                 | 31                     | Georgia Dome Atlanta, Géorgie          | 74 843     | QB Matt Mauck, LSU               |
| 2002   | #4 Bulldogs de la Géorgie           | 30                      | #22 Razorbacks de l'Arkansas      | 3                      | Georgia Dome Atlanta, Géorgie          | 75 835     | QB David Greene, Georgia         |
| 2003   | #5 Bulldogs de la Géorgie           | 13                      | #3 Tigers de LSU                  | 34                     | Georgia Dome Atlanta, Géorgie          | 74 913     | RB Justin Vincent, LSU           |
| 2004   | #15 Volunteers du Tennessee         | 28                      | #3 Tigers d'Auburn                | 38                     | Georgia Dome Atlanta, Géorgie          | 74 892     | QB Jason Campbell, Auburn        |
| 2005   | #13 Bulldogs de la Géorgie          | 34                      | #3 Tigers de LSU                  | 14                     | Georgia Dome Atlanta, Géorgie          | 73 717     | QB D. J. Shockley, Georgia       |
| 2006   | #4 Gators de la Floride             | 38                      | #8 Razorbacks de l'Arkansas       | 28                     | Georgia Dome Atlanta, Géorgie          | 73 374     | WR Percy Harvin, Florida         |
| 2007   | #15 Volunteers du Tennessee         | 14                      | #5 Tigers de LSU                  | 21                     | Georgia Dome Atlanta, Géorgie          | 73 832     | QB Ryan Perrilloux, LSU          |
| 2008   | #2 Gators de la Floride             | 31                      | #1 Crimson Tide de l'Alabama      | 20                     | Georgia Dome Atlanta, Géorgie          | 75 892     | QB Tim Tebow, Florida            |
| 2009   | #1 Gators de la Floride             | 13                      | #2 Crimson Tide de l'Alabama      | 32                     | Georgia Dome Atlanta, Géorgie          | 75 514     | QB Greg McElroy, Alabama         |
| 2010   | #19 Gamecocks de la Caroline du Sud | 17                      | #1 Tigers d'Auburn                | 56                     | Georgia Dome Atlanta, Géorgie          | 75 802     | QB Cam Newton, Auburn            |
| 2011   | #12 Bulldogs de la Géorgie          | 10                      | #1 Tigers de LSU                  | 42                     | Georgia Dome Atlanta, Géorgie          | 74 515     | CB Tyrann Mathieu, LSU           |
| 2012   | #3 Bulldogs de la Géorgie           | 28                      | #2 Crimson Tide de l'Alabama      | 32                     | Georgia Dome Atlanta, Géorgie          | 75 624     | RB Eddie Lacy, Alabama           |
| 2013   | #5 Tigers du Missouri               | 42                      | #3 Tigers d'Auburn                | 59                     | Georgia Dome Atlanta, Géorgie          | 75 632     | RB Tre Mason, Auburn             |
| 2014   | #14 Tigers du Missouri              | 13                      | #1 Crimson Tide de l'Alabama      | 42                     | Georgia Dome Atlanta, Géorgie          | 73 526     | QB Blake Sims, Alabama           |
| 2015   | #18 Gators de la Floride            | 15                      | #2 Crimson Tide de l'Alabama      | 29                     | Georgia Dome Atlanta, Géorgie          | 75 320     | RB Derrick Henry, Alabama        |
| 2016   | #15 Gators de la Floride            | 16                      | #1 Crimson Tide de l'Alabama      | 54                     | Georgia Dome Atlanta, Géorgie          | 74 632     | LB Reuben Foster, Alabama        |
| 2017   | #6 Bulldogs de la Géorgie           | 28                      | #4 Tigers d'Auburn                | 7                      | Mercedes-Benz Stadium Atlanta, Géorgie | 76 532     | LB Roquan Smith, Georgia         |
| 2018   | #4 Bulldogs de la Géorgie           | 28                      | #1 Crimson Tide de l'Alabama      | 35                     | Mercedes-Benz Stadium Atlanta, Géorgie | 77 141     | RB Josh Jacobs, Alabama          |
| 2019   | #4 Bulldogs de la Géorgie           | 10                      | #1 Tigers de LSU                  | 37                     | Mercedes-Benz Stadium Atlanta, Géorgie | 74 150     | QB Joe Burrow, LSU               |
| 2020   | #11 Gators de la Floride            | 46                      | #1 Crimson Tide de l'Alabama      | 52                     | Mercedes-Benz Stadium Atlanta, Géorgie | 16 520     | RB Najee Harris, Alabama         |
| 2021   | #4 Bulldogs de la Géorgie           | 24                      | #1 Crimson Tide de l'Alabama      | 41                     | Mercedes-Benz Stadium Atlanta, Géorgie | 78 030     | QB Bryce Young, Alabama          |
| 2022   | #1 Bulldogs de la Géorgie           | 50                      | #14 Tigers de LSU                 | 30                     | Mercedes-Benz Stadium Atlanta, Géorgie | 74 810     | QB Stetson Bennett (en), Georgia |
| 2023   | #1 Bulldogs de la Géorgie           | 24                      | #8 Crimson Tide de l'Alabama      | 27                     | Mercedes-Benz Stadium Atlanta, Géorgie | 78 320     | QB Jalen Milroe, Alabama         |
| Saison | 1re en saison régulière             | 1re en saison régulière | 2e en saison régulière            | 2e en saison régulière | Stade                                  | Assistance | MVP                              |
| 2024   | #2 Longhorns du Texas               | 19                      | #5 Bulldogs de la Géorgie         | 22                     | Mercedes-Benz Stadium Atlanta, Géorgie | 74 916     | CB Daylen Everette (en), Georgia |

## Palmarès nationaux
Depuis la fondation de la Conférence en 1932, les équipes qui la composent ont remporté plus de 200 titres nationaux.
| Football américain (42) 1919 – Texas A&M* 1925 – Alabama* 1926 – Alabama* 1927 – Texas A&M* 1930 – Alabama* 1934 – Alabama 1938 – Tennessee 1939 – Texas A&M* 1940 – Tennessee 1941 – Alabama 1942 – Georgia 1950 – Tennessee/Kentucky 1951 – Tennessee 1957 – Auburn 1958 – LSU 1959 – Ole Miss 1960 – Ole Miss 1961 – Alabama 1962 – Ole Miss 1964 – Alabama/Arkansas* 1965 – Alabama 1967 – Tennessee 1973 – Alabama 1978 – Alabama 1979 – Alabama 1980 – Georgia 1992 – Alabama 1996 – Florida 1998 – Tennessee 2003 – LSU 2006 – Florida 2007 – LSU 2008 – Florida 2009 – Alabama 2010 – Auburn 2011 – Alabama 2012 – Alabama 2015 – Alabama 2017 – Alabama 2019 – LSU 2020 – Alabama 2021 – Georgia 2022 – Georgia Basket-ball H (12) 1935 – LSU 1948 - Kentucky 1949 - Kentucky 1951 - Kentucky 1958 - Kentucky 1978 - Kentucky 1994 - Arkansas 1996 - Kentucky 1998 - Kentucky 2006 - Florida 2007 - Florida 2012 - Kentucky Basket-ball F (13) 1987 - Tennessee 1989 - Tennessee 1991 - Tennessee 1996 - Tennessee 1997 - Tennessee 1998 - Tennessee 2007 - Tennessee 2008 - Tennessee 2011 – Texas A&M* 2017 – South Carolina 2022 – South Carolina 2023 – LSU 2024 – South Carolina Baseball (17) 1954 – Missouri* 1990 – Georgia 1991 – LSU 1993 – LSU 1996 – LSU 1997 – LSU 2000 – LSU 2009 – LSU 2010 – South Carolina 2011 – South Carolina 2014 – Vanderbilt 2017 – Florida 2019 – Vanderbilt 2021 – Mississippi State 2022 – Ole Miss 2023 – LSU 2024 – Tennessee |  | Softball F (3) 2012 - Alabama 2014 - Florida 2015 - Florida Volley-ball F (1) 2020–21 - Kentucky Athlétisme en salle H (29) 1965 – Missouri* 1984 – Arkansas* 1985 – Arkansas* 1986 – Arkansas* 1987 – Arkansas* 1988 – Arkansas* 1989 – Arkansas* 1990 – Arkansas* 1991 – Arkansas* 1992 - Arkansas* 1993 - Arkansas 1994 - Arkansas 1995 - Arkansas 1997 - Arkansas 1998 - Arkansas 1999 - Arkansas 2000 - Arkansas 2001 - LSU 2002 - Tennessee 2003 - Arkansas 2004 - LSU 2005 - Arkansas 2006 - Arkansas 2010 - Florida 2011 - Florida 2012 - Florida 2013 - Arkansas 2017 - Texas A&M 2018 - Florida 2023 – Arkansas Athlétisme en salle F (21) 1987 - LSU 1989 - LSU 1991 - LSU 1992 - Florida 1993 - LSU 1994 - LSU 1995 - LSU 1996 - LSU 1997 - LSU 2002 - LSU 2003 - LSU 2004 - LSU 2005 - Tennessee 2009 - Tennessee 2015 – Arkansas 2018 - Georgia 2019 – Arkansas 2021 – Arkansas 2022 – Florida 2023 – Arkansas 2024 – Arkansas Athlétisme H (25) 1933 - LSU 1974 - Tennessee 1985 – Arkansas* 1989 - LSU 1990 - LSU 1991 - Tennessee 1992 – Arkansas* 1993 - Arkansas 1994 - Arkansas 1995 - Arkansas 1996 - Arkansas 1997 - Arkansas 1998 - Arkansas 1999 - Arkansas 2001 - Tennessee 2002 - LSU 2003 - Arkansas 2009 – Texas A&M* 2010 – Texas A&M* 2011 – Texas A&M* 2012 − Florida 2013 − Florida / Texas A&M (à égalité) 2016 − Florida 2017 − Florida 2022 − Florida 2024 − Florida |  | Athlétisme F (24) 1981 – Tennessee (AIAW) 1987 - LSU 1988 - LSU 1989 - LSU 1990 - LSU 1991 - LSU 1992 - LSU 1993 - LSU 1994 - LSU 1995 - LSU 1996 - LSU 1997 - LSU 2000 - LSU 2002 - South Carolina 2003 - LSU 2006 - Auburn 2008 - LSU 2009 – Texas A&M* 2010 – Texas A&M* 2011 – Texas A&M* 2014 – Texas A&M 2019 – Arkansas 2022 − Florida 2024 − Arkansas Cross-country H (12) 1972 - Tennessee 1984 – Arkansas* 1986 – Arkansas* 1987 – Arkansas* 1990 – Arkansas* 1991 – Arkansas* 1992 - Arkansas 1993 - Arkansas 1995 - Arkansas 1998 - Arkansas 1999 - Arkansas 2000 - Arkansas Cross-country F (1) 1988 - Kentucky Football F (1) 1998 - Florida Golf H (14) 1940 - LSU 1942 - LSU 1947 - LSU 1955 - LSU 1968 - Florida 1973 - Florida 1993 - Florida 1999 - Georgia 2001 - Florida 2005 - Georgia 2013 - Alabama 2014 - Alabama 2015 - LSU 2024 - Auburn Golf F (5) 1995 - Florida 1996 - Florida 2001 - Georgia 2012 - Alabama 2021 - Ole Miss |  | Natation et plongeon H (11) 1978 - Tennessee 1983 - Florida 1984 - Florida 1997 - Auburn 1999 - Auburn 2003 - Auburn 2004 - Auburn 2005 - Auburn 2006 - Auburn 2007 - Auburn 2009 - Auburn Natation et plongeon F (15) 1979 - Florida (AIAW) 1982 - Florida 1999 - Georgia 2000 - Georgia 2001 - Georgia 2002 - Auburn 2003 - Auburn 2004 - Auburn 2005 - Georgia 2006 - Auburn 2007 - Auburn 2010 - Florida 2013 - Georgia 2014 - Georgia 2016 - Georgia Tennis H (7) 1959 - Tulane 1985 - Georgia 1987 - Georgia 1989 - Georgia 2001 - Georgia 2007 - Georgia 2008 - Georgia Tennis F (10) 1992 - Florida 1994 - Georgia 1996 - Florida 1998 - Florida 2000 - Georgia 2003 - Florida 2011 - Florida 2012 - Florida 2015 – Vanderbilt 2017 – Florida Gymnastique F (21) 1982 – Florida (AIAW) 1987 - Georgia 1988 - Alabama 1989 - Georgia 1991 - Alabama 1993 - Georgia 1996 - Alabama 1998 - Georgia 1999 - Georgia 2002 - Alabama 2005 - Georgia 2006 - Georgia 2007 - Georgia 2008 - Georgia 2009 - Georgia 2011 - Alabama 2012 - Alabama 2013 - Florida 2014 - Florida (et Oklahoma) 2015 – Florida 2024 – LSU Boxe anglaise H (1) 1949 - LSU Bowling F (3) 2007 – Vanderbilt 2018 -–Vanderbilt 2023 – Vanderbilt Tir sportif (4) 2011 - Kentucky 2018 - Kentucky 2021 - Kentucky 2022 – Kentucky |

- Un titre de champion avec un astérisque (*) indique que cette équipe n'était pas membre de la SEC au moment du gain de ce titre.